# Mille Miglia 1935
Les Mille Miglia 1935 est la 9e édition de la course automobile annuelle organisée le 14 avril 1935 entre Brescia et Rome. Cette édition est remportée par Carlo Maria Pintacuda et Alessandro Della Stufa sur Alfa Romeo 8C 2900B.

## Classement de la course
| Pos. | no  | Pilote                                       | Voiture                                 | Écurie                | Temps / Abandon    | Catégorie |
| ---- | --- | -------------------------------------------- | --------------------------------------- | --------------------- | ------------------ | --------- |
| 1    | 106 | Carlo Maria Pintacuda Alessandro Della Stufa | Alfa Romeo 8C 2900B                     | Scuderia Ferrari      | 14 h 4 min 47 s 0  | S-/+ 3.0  |
| 2    | 93  | Mario Tadini L. Chiari                       | Alfa Romeo 8C 2300 Monza 2.6            | Ippolito Berrone      | 14 h 46 min 38 s 0 | S-/+ 3.0  |
| 3    | 99  | Giovanni Battaglia Giuseppe Tuffanelli       | Alfa Romeo 8C 2300 Monza 2.6            |                       | 15 h 4 min 8 s 0   | S-/+ 3.0  |
| 4    | 94  | Hans Rüesch Angelo Guatta (en)               | Alfa Romeo 8C 2300 Monza 2.6            |                       | 15 h 5 min 59 s 0  | S-/+ 3.0  |
| 5    | 89  | « Macchia » Renato Danese                    | Alfa Romeo 8C 2300                      |                       | 15 h 10 min 58 s 0 | S-/+ 3.0  |
| 6    | 88  | Arrigo Sanguinetti Renato Balestrero         | Alfa Romeo 8C 2300 Monza                |                       | 15 h 12 min 47 s 0 | S-/+ 3.0  |
| 7    | 15  | Ettore Bianco Guerino Bertocchi              | Maserati 4CS 1100                       |                       | 15 h 12 min 56 s 0 | S 1.1     |
| 8    | 100 | Franco Cortese Francesco Severi              | Alfa Romeo 6C 2300B Pescara Touring     | Scuderia Ferrari      | 15 h 26 min 45 s 0 | S-/+ 3.0  |
| 9    | 96  | Ermanno Gurgo Salice Carlo Laredo de Mendoza | Alfa Romeo 8C 2300 Monza                |                       | 15 h 39 min 1 s 0  | S-/+ 3.0  |
| 10   | 92  | Archimede Rosa Gianfranco Comotti            | Alfa Romeo 6C 2300B Pescara Touring     | Scuderia Ferrari      | 15 h 56 min 43 s 0 | S-/+ 3.0  |
| 11   | 75  | F. Crivellari P. Ferraro                     | Alfa Romeo 6C 1750                      |                       | 15 h 59 min 23 s 0 | S 2.0     |
| 12   | 81  | G. Castellano C. Adorno                      | Alfa Romeo 6C 1750                      |                       | 16 h 12 min 43 s 0 | S 2.0     |
| 13   | 83  | Giovanni Battista Santinelli Umberto Berti   | Alfa Romeo 8C 2300 Monza 2.6            |                       | 16 h 26 min 31 s 0 | S-/+ 3.0  |
| 14   | 80  | A. Scarpari « Bortolon »                     | Alfa Romeo 6C 1750                      |                       | 16 h 30 min 17 s 0 | S 2.0     |
| 15   | 86  | « Frate Ignoto » Alessandro Gaboardi         | Alfa Romeo 6C 2300B Pescara Touring     |                       | 16 h 37 min 59 s 0 | S-/+ 3.0  |
| 16   | 77  | « Graziani » A. Zanardi                      | Alfa Romeo 6C 1750 GS Spider            |                       | 16 h 54 min 10 s 0 | S 2.0     |
| 17   | 95  | Nicola Borelli V. Lo Prete                   | Alfa Romeo 8C 2300                      |                       | 16 h 54 min 11 s 0 | S-/+ 3.0  |
| 18   | 14  | Luigi Villoresi Emilio Villoresi             | Fiat 508CS Balilla Sport                |                       | 17 h 15 min 26 s 0 | S 1.1     |
| 19   | 11  | Luigi Rossi Scotti A. Mantovani              | Fiat 508CS Balilla Sport                |                       | 17 h 37 min 48 s 0 | S 1.1     |
| 20   | 39  | Milton Biagini Arcangelo Periccioli          | Fiat 508 Balilla Coppa D'oro            |                       | 17 h 48 min 57 s 0 | S 1.1     |
| 21   | 16  | S. Petruccioli G. Casi                       | Fiat 508CS Balilla Sport                |                       | 17 h 50 min 7 s 0  | S 1.1     |
| 22   | 71  | Tom Clarke Maurice Faulkner                  | Aston Martin Ulster                     | Maurice Falkner       | 17 h 52 min 35 s 0 | S/T 1.5   |
| 23   | 7   | J. McCain Enrico Nardi                       | Fiat 508 Balilla                        |                       | 17 h 57 min 17 s 0 | S 1.1     |
| 24   | 30  | Mario Nardilli Francesco Matrullo            | Fiat 508 Balilla                        |                       | 18 h 20 min 3 s 0  | S 1.1     |
| 25   | 23  | Emilio Romano Carlo Masera                   | Maserati 4C 1100                        |                       | 18 h 25 min 57 s 0 | S 1.1     |
| 26   | 60  | C. Gentili M. Dufour Berté                   | Alfa Romeo 6C 1500                      |                       | 18 h 25 min 59 s 0 | S/T 1.5   |
| 27   | 4   | L. Musso « Favero »                          | Fiat 508 Balilla                        |                       | 18 h 38 min 39 s 0 | S 1.1     |
| 28   | 62  | Alb. Pellerano V. Pierucci                   | Alfa Romeo 6C 1500                      |                       | 18 h 43 min 16 s 0 | S/T 1.5   |
| 29   | 46  | F. Romualdi S. Lelli                         | Fiat 508CS Balilla Sport                |                       | 18 h 48 min 36 s 0 | S 1.1     |
| 30   | 49  | « Minio » V. Collavo                         | Fiat 508CS Balilla Sport                |                       | 18 h 49 min 8 s 0  | S 1.1     |
| 31   | 37  | « Zordan » F. Borgo                          | Fiat 508CS Balilla Sport                |                       | 18 h 53 min 6 s 0  | S 1.1     |
| 32   | 44  | G. Zannino C. Mussetta                       | Fiat 508 Balilla                        |                       | 18 h 53 min 18 s 0 | S 1.1     |
| 33   | 2   | C. Benedetti « Zanella »                     | Fiat 508 Balilla                        |                       | 19 h 9 min 43 s 0  | S 1.1     |
| 34   | 41  | « Faccioni » F. Feruglio                     | Fiat 508 Balilla                        |                       | 19 h 20 min 18 s 0 | S 1.1     |
| 35   | 64  | Renzo Cantoni « Ragnoli »                    | Lancia Augusta cabriolet                |                       | 19 h 27 min 30 s 0 | S/T 1.5   |
| 36   | 66  | Edoardo Gambaro F. Gambaro                   | Lancia Augusta                          |                       | 19 h 29 min 20 s 0 | S/T 1.5   |
| 37   | 56  | Giuseppe Berti G. Coin                       | Lancia Augusta berlina                  |                       | 19 h 31 min 15 s 0 | S/T 1.5   |
| 38   | 10  | Francesco Apruzzi A. Antelmi                 | Fiat 508CS Mille Miglia berlinetta Ghia |                       | 19 h 39 min 8 s 0  | S 1.1     |
| 39   | 40  | F. Ronchi A. Varisco                         | Fiat 508 Balilla                        |                       | 19 h 41 min 7 s 0  | S 1.1     |
| 40   | 29  | Umberto Capello G. Girelli                   | Fiat 508 Balilla                        |                       | 20 h 2 min 15 s 0  | S 1.1     |
| 41   | 31  | « Quintavalla » P. Lavezzini                 | Fiat 508 Balilla                        |                       | 20 h 10 min 0 s 0  | S 1.1     |
| 42   | 52  | Guglielmo Gramolelli Remy Jacazio            | Lancia Augusta berlina                  |                       | 20 h 22 min 30 s 0 | S/T 1.5   |
| 43   | 27  | L. Bergamo D. Agnelli                        | Fiat 508 Balilla                        |                       | 21 h 19 min 25 s 0 | S 1.1     |
| 44   | 32  | A. Bellocchi L. Gianstefani                  | Fiat 508 Balilla                        |                       | 21 h 29 min 15 s 0 | S 1.1     |
| 45   | 59  | O. Lorandi Ed. Strazza                       | Lancia Augusta                          |                       | 22 h 21 min 56 s 0 | S/T 1.5   |
| 46   | 5   | Franco Spotorno B. Ghiringhelli              | Fiat 508 Balilla                        |                       | 22 h 35 min 45 s 0 | S 1.1     |
| 47   | 8   | Pietro Peroni Gaetano Vitali                 | Fiat 508S Balilla Sport                 |                       | 22 h 47 min 26 s 0 | S 1.1     |
| 48   | 34  | C. Albertini R. Benvenuti                    | Fiat 508 Balilla                        |                       | 24 h 32 min 0 s 0  | S 1.1     |
| Abd. | 1   | M. Lombardi E. Brigatti                      | Fiat 508 Balilla                        |                       |                    | S 1.1     |
| Abd. | 3   | A. Biamino G. Mainardi                       | Fiat 508 Balilla                        |                       |                    | S 1.1     |
| Abd. | 6   | G. Panzacchi D. Becchetti                    | Fiat 508 Balilla                        |                       |                    | S 1.1     |
| Abd. | 9   | E. Balzano E. Perosio                        | Fiat 508 Balilla                        |                       |                    | S 1.1     |
| Abd. | 12  | U. Vernassa C. Di Vecchio                    | Fiat 508CS Balilla Sport                |                       |                    | S 1.1     |
| Abd. | 18  | C. Vigentini C. Fumagalli                    | Fiat 508 Balilla                        |                       |                    | S 1.1     |
| Abd. | 19  | Renzo Ceschina Gino Guagnellini              | Fiat 508 Balilla                        |                       |                    | S 1.1     |
| Abd. | 20  | Ermenegildo Strazza A. Baldini               | Maserati 4CS 1100                       |                       |                    | S 1.1     |
| Abd. | 22  | U. Mazzaferro E. Mariano                     | Fiat 508CS Balilla Sport                |                       |                    | S 1.1     |
| Abd. | 24  | Alberto Comirato S. Buosi                    | Fiat 508 Balilla                        |                       |                    | S 1.1     |
| Abd. | 25  | I. Radice Fossati A. Radice Fossati          | Fiat 508 Balilla                        |                       |                    | S 1.1     |
| Abd. | 28  | Ovidio Capelli A. Milani                     | Fiat 508 Balilla                        |                       |                    | S 1.1     |
| Abd. | 33  | Raffaello Faini V. Petrini                   | Fiat 508 Balilla                        |                       |                    | S 1.1     |
| Abd. | 35  | « Cappelli » L. Lanfranconi                  | Fiat 508 Balilla                        |                       |                    | S 1.1     |
| Abd. | 38  | Moris Bergamini V. Braghiroli                | Maserati 4CS 1100                       |                       |                    | S 1.1     |
| Abd. | 42  | Piero Dusio G. B. Ferrari                    | Fiat Siata 508S berlinetta compr.       |                       |                    | S 1.1     |
| Abd. | 45  | U. Beltracchini G. Gilardoni                 | Fiat 508 Balilla                        |                       |                    | S 1.1     |
| Abd. | 47  | Carlo Gazzabini « Mac Bunty »                | MG Magnette K3                          | Capt. G. E. T. Eyston |                    | S 1.1     |
| Abd. | 48  | F. Russi A. D'Antinone                       | Fiat 508 Balilla                        |                       |                    | S 1.1     |
| Abd. | 50  | G. Rivola « Rossi »                          | Fiat 508 Balilla                        |                       |                    | S 1.1     |
| Abd. | 51  | Giorgio Ambrosini Dante Bertone              | Fiat Siata 508S berlinetta compr.       |                       |                    | S 1.1     |
| Abd. | 55  | A. Facchetti G. Guindani                     | Lancia Augusta berlina                  |                       |                    | S/T 1.5   |
| Abd. | 57  | A. Arancio G. Ciboldi                        | Lancia Augusta                          |                       |                    | S/T 1.5   |
| Abd. | 63  | G. Grilli A. Stinchelli                      | Lancia Augusta                          |                       |                    | S/T 1.5   |
| Abd. | 65  | T. Passi G. Bergia                           | Lancia Augusta                          |                       |                    | S/T 1.5   |
| Abd. | 67  | Eddie Hall « Marsden »                       | Aston Martin Ulster                     | E. R. Hall            |                    | S/T 1.5   |
| Abd. | 68  | G. A. Alfieri B. Scesa                       | Alfa Romeo 6C 1500                      |                       |                    | S/T 1.5   |
| Abd. | 69  | M. Kechler A. Kechler                        | Lancia Augusta                          |                       |                    | S/T 1.5   |
| Abd. | 70  | Luigi Scarfiotti M. Penati                   | Maserati 4CS 1500                       | Scuderia Subalpina    | Accident           | S/T 1.5   |
| Abd. | 72  | Pietro Ghersi Freddy McEvoy                  | Alfa Romeo 6C 1750                      |                       |                    | S 2.0     |
| Abd. | 73  | G. Azzali G. Moreni                          | Alfa Romeo 6C 1750 GS Spider Zagato     |                       |                    | S 2.0     |
| Abd. | 74  | E. Gessner Enrico Platé                      | Alfa Romeo 6C 1750                      |                       |                    | S 2.0     |
| Abd. | 82  | G.Conter A. Morini                           | Alfa Romeo 6C 1750                      |                       |                    | S 2.0     |
| Abd. | 85  | R. Staccioli L. Gabini                       | Alfa Romeo 8C 2300                      |                       |                    | S-/+ 3.0  |
| Abd. | 91  | Giovanni Minozzi Walther Grosch              | Alfa Romeo 8C 2300                      |                       |                    | S-/+ 3.0  |
| Abd. | 98  | Achille Varzi Amedeo Bignami                 | Maserati 6C-34 3700                     | Scuderia Subalpina    |                    | S-/+ 3.0  |
| Abd. | 105 | Catullo Lami « Ermini »                      | Alfa Romeo 6C 2300 Pescara              |                       |                    | S-/+ 3.0  |

- Légende: Abd.=Abandon